# Guerguéti
Guerguéti est un ancien village géorgien faisant partie de la commune de Kazbegui (aujourd'hui Stephantsminda) depuis 1966.
Guerguéti est situé dans le nord du pays, dans la région de la Mtskheta-Mtianeti, proche de la frontière avec la Russie. Situé à 1 800 mètres d'altitude sur la rive gauche du Terek, Guerguéti est très connu pour son église : l'église de la Trinité, construite au XIVe siècle à 2 170 mètres d'altitude, au pied du Mont Kazbek.